# Kumejima
Kumejima (japanska: 久米島町?, Kumejima-chō), okinawianska:Kumishima, är en landskommun (köping) i Okinawa prefektur, Japan. 
Kommunens huvudö är Kumejima. Ytterligare en ö, Ōjima, är bebodd och har broförbindelse med Kumejima.
Strax öster om Ōjima ligger den obebodda ön Ōhajima. De obebodda öarna Torishima (27 km norr om Kumejima) och 
Iōtorishima (220 km nordöst om Kumejima) hör också till kommunen. På Iōtorishima finns Okinawas enda aktiva vulkan.
Ön Kumejima ligger cirka 100 kilometer väster om Okinawas huvudstad Naha.
´